# Víctor Roger
Victor Roger (Montpeller, 22 de juliol de 1853 - París, 2 de desembre de 1903) fou un compositor occità.
Fill d'un músic, va rebre l'educació artística a l'Escola Niedermeyer de París. Es dedicà especialment a la música lleugera, gènere en el que destacà, com ho prova el gran nombre d'operetes degudes a la seva inspiració.
Durant molts anys fou secretari dels balls del teatre de l'Òpera de París. Entre les obres que donà a l'escena assoliren un bon èxit: Josephine vendue par ses soeurs (1886); Cendrillonnette (1890); Les douze femmes de Japhet (1890); Le fétiche (1890);Mademoiselle Asmoldée (1891); Les vingt-huit jours de Clairette (1892); Clary et Clara (1894); Nicol Nick (1895); Les petards (1895); La dot de Brigitte (1895); Le voyage de Corbillon (1896); L'auberge du Tohu-bohu (1897), etc.
També va compondre alguns couplets. Igualment es dedicà a la crítica teatral, tenint al seu càrrec la secció de teatres de Le Journal de París.

## El pare
També de nom Víctor nascut a Montpeller el 1811, va estudiar al Conservatori de París i després de romandre molts anys en aquesta capital tornà a Montpeller, on s'establí definitivament.
A més de diverses obres per a piano va compondre dues òperes Abekar i Les jacobites, estrenades a Montpeller.